# Данбар, Чарльз (экономист)
Чарльз Фрэнклин Данбар (англ. Charles Franklin Dunbar; 28 июля 1830, Абингтон (Массачусетс), США — 29 января 1900, Кембридж (Массачусетс), США) — американский экономист. Президент Американской экономической ассоциации в 1893 году, один из основателей Quarterly Journal of Economics, основатель и профессор кафедры политической экономии в Гарвардском университете.

## Биография
Чарльз родился 28 июля 1830 года в Абингтоне, штат Массачусетс, США.
В 1851 году Чарльз закончил Гарвард-колледж.
В 1876—1882 годах декан факультета Гарвард-колледже, в 1890—1895 годах первый декан факультета искусств и наук Гарвардского университета. Член Американской Академии.
Чарльз умер 29 января 1900 года в Кембридж (Массачусетс), США после продолжительной болезни.

## Библиография

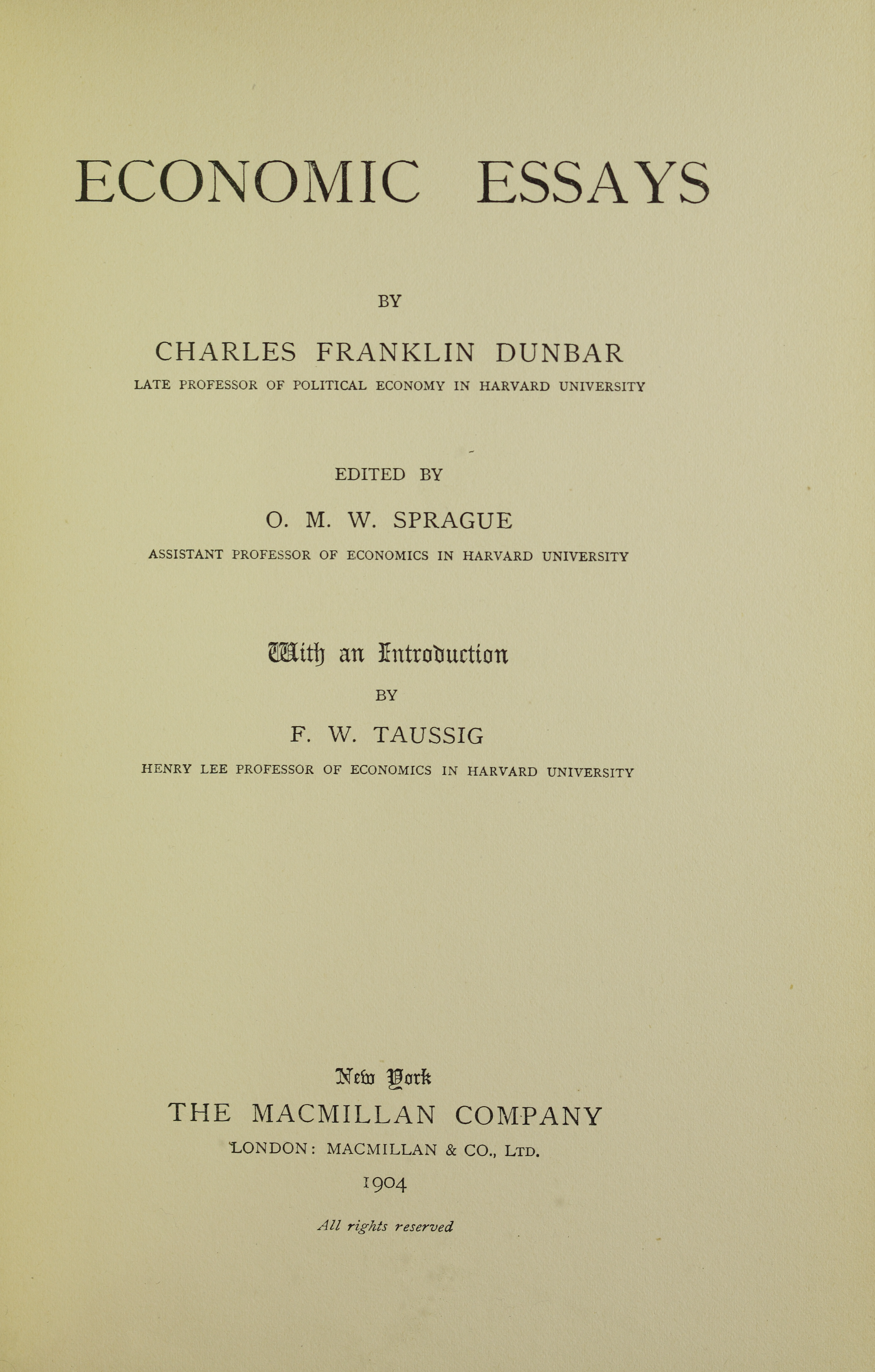
Economic Essays, 1904